# Лето Господне
«Ле́то Госпо́дне» — роман русского писателя Ивана Шмелёва, написанный в 1927—1948 годах. Состоит из трёх частей: «Праздники», «Радости», «Скорби». Одно из самых известных произведений автора. Это автобиографическое произведение, которое описывает жизнь в патриархальной купеческой семье глазами маленького мальчика. Русский уклад жизни описывается через церковный богослужебный год, начиная с Великого поста: показаны не только церковные службы, молитвы, паломничества, но и семейный быт: традиционные праздничные и постные блюда, обычаи. Книгу Шмелёв посвятил Ивану Ильину и его жене Наталье. Был издан в полном варианте в Париже в 1948 году. «Праздники» были изданы отдельно в 1933 году в Белграде.

## Название романа и эпиграф
Для названия своего произведения (в оригинале «Лѣто Господне») Шмелёв выбрал словосочетание, употреблённое во 2 стихе 61 главы книги пророка Исайи
нарещи́ лѣ́то Госпо́дне прія́тно и де́нь воздая́нія, утѣ́шити вся́ пла́чущыя (Ис. 61:2)
 Это же место перед молящимися, согласно Евангелию от Луки, прочитал Иисус Христос, когда вошёл в синагогу в городе Назарет (Лк. 4:16—22). Оба отрывка с данным текстом: пророчество Исайи и Евангелие от Луки читают в Православной церкви за богослужением на праздник Новолетия. «Лѣто Господне» (ивр. שְׁנַת־ לַיהוָה‎, др.-греч. ἐνιαυτὸς κυρίου) — название славянское, по-русски это «год Господа».
В качестве эпиграфа к данному произведению Шмелёв выбрал четверостишье из неопубликованного при жизни стихотворения Александра Пушкина:
Два чувства дивно близки нам —

В них обретает сердце пищу —

Любовь к родному пепелищу,

Любовь к отеческим гробам.
В данном случае, «родное пепелище» — это родной очаг, то есть Отечество; а «отеческие гробы» — могилы предков, иносказательно — память об истории предков.

## История создания и публикации
Основой романа «Лето Господне» стал рассказ И. С. Шмелёва о русском Рождестве своему семилетнему крестнику Иву Жантийому в декабре 1927 года в Севре. Роман входит в автобиографическую трилогию: «Богомолье» (1931—1948), «Лето Господне» (1933—1948) и сборник «Родное» (1931) и занимает в ней центральное место. Создание книги заняло у писателя около 14 лет. «В ней, — говорил Шмелёв, — я показываю лицо Святой Руси, которую я ношу в своём сердце… Россию, которая заглянула в мою детскую душу». По признанию Шмелёва, работа над книгой спасла его от отчаяния и нервного срыва после гибели сына. «Богомолье» и «Лето Господне» объединены общей темой, в них присутствуют одни и те же герои (отец, Горкин); у них схожи внутренние сюжеты. В начале 1928 г. в парижской газете «Возрождение» был опубликован первый очерк — «Наше Рождество. Русским детям»; в 1938—1940 году публиковались другие главы, в частности, «Егорьев день», «Рождество». В 1948 году роман вышел полностью в парижском издательстве YMCA-Press. На родине писателя избранные главы впервые опубликованы в журнале «Новый мир» за 1964 год под заглавием «Из прошлого». Отдельные главы как самостоятельные рассказы («Ледоколье», «Мартовская капель», «Обед „для разных“») вошли в состав сборника произведений Шмелёва, опубликованный в 1983 году издательством «Художественная литература». Полностью «Лето Господне» в России было опубликовано в 1988 году.

## Рецензии и критика
Большинство критиков сходятся в том, что стилистика и герои «Лета Господня» ведут своё начало от автобиографических произведений Л. Н. Толстого («Детство»), С. Т. Аксакова («Детские годы Багрова-внука»), М. Горького, а также от прозы Достоевского и Лескова, «Детства Никиты» А. Н. Толстого и так далее. Воссоздание русского быта, русской картины мира писателем-эмигрантом сравнивают с созданными в эмиграции автобиографическими произведениями И. А. Бунина. Книгой восторгался И. А. Ильин: «…эту книгу написала о себе сама Россия — пером Шмелёва»; он отмечал, что изображённое в романе Шмелёва — не то, что «было и прошло», а то, что «есть и пребудет… Это сама духовная ткань верующей России. Это — дух нашего народа». Шмелёв создал «художественное произведение национального и метафизического значения», запечатлевшее «источники нашей национальной духовной силы» (Ильин И. А., «О тьме и просветлении»).

## Сюжет и композиция
Существуют различные трактовки как жанровой принадлежности «Лета Господня», так и художественной манеры писателя. Ряд литературоведов определяют жанр книги как «духовный роман». В романе «Лето Господне» писатель обращается к воспоминаниям раннего детства, которое для него закончилось в семь лет трагической гибелью отца. Основными темами романа являются движение церковного года (отражены все основные праздники) и параллельно — духовное взросление главного героя, Вани, который проходит как через переживания, связанные с церковной жизнью (радость, страх, ощущение греха), так и через страдания во время болезни и смерти отца. «Лето Господне» состоит из 41 главы и разбито на три части: «Праздники» (16 глав), «Радости» (16 глав), «Скорби» (9 глав). Названия глав первой и второй части книги содержат упоминания о различных праздниках и церковных службах: «Ефимоны», «Благовещенье», «Пасха», «Филипповки», «Троицын день». Перед читателем разворачивается весь годовой круг богослужений — от «Великого поста» (первая глава первой части) до «Радуницы» (последняя глава второй части). В книге активно используется религиозная лексика и цитаты: по подсчётам Е. Е. Ивановой, в тексте встречается 625 слов из богослужебного и церковного обихода, 139 цитат из богослужебной литературы, в том числе сюжеты из житий святых, представленные в восприятии героя книги. Стараясь добиться более точного отражения церковных реалий, Шмелёв консультировался с известным богословом А. В. Карташёвым.
Исследователи отмечают, что сделав героем романа ребёнка, автор воплощает евангельскую метафору: «Если не обратитесь и не будете, как дети, не войдёте в Царство Небесное» (Евангелие от Матфея, 18: 3). Ваня искренне воспринимает церковную жизнь с её обрядами; на первой исповеди у отца Виктора мальчик искренне кается во всех детских грехах. Когда после Причастия на улице его пытается грубо оскорбить местный хулиган — Гришка, Ваня ведёт себя по-христиански, удерживаясь от ответной грубости.
В романе показан идеализированный образ большой купеческой патриархальной семьи, членами которой являются не только герой, его отец и сёстры — Сонечка, Маня и годовалая Катюша и брат Коля. В патриархальном мире Шмелёва служащие и прислуга также воспринимаются, как члены семьи, близкие люди: Горкин, Василий Васильевич, нянька Домнушка, кухарка Марьюшка, кормилка Настя, Антипушка-кучер. Поскольку роман автобиографичен, в нём практически не появляется мать главного героя: с матерью Евлампией Гавриловной у Шмелёва были сложные отношения, и её образ в идеальном мире «Лета Господня» не присутствует.
Повседневный быт персонажей определяется церковным календарём: во время Великого Поста запасают на лето лёд, на Спас-Преображение собирают яблоки, в канун «Ивана-Постного» солят огурцы, после Воздвижения рубят капусту. Все ритуалы и обычаи повторяются из года в год. «Пищевой код» показывает богатый вещный мир дореволюционной России и подчёркивает русскую культурную идентичность, напоминая о ней эмигрантам; показана не только пышная, праздничная, но и поминальная, обрядовая еда.
В третьей части (главы «Святая радость», «Живая вода», «Москва», «Серебряный сундучок», «Горькие дни», «Благословение детей», «Соборование», «Кончина», «Похороны») семья Вани сталкивается с трагедией. Любимый отец из-за зловещей вороной кобылы Стальной получил тяжёлую травму и медленно угасает. Глазами ребёнка показаны болезнь и смерть, которые также окружены традиционными обрядами и верованиями. Перед смертью отца Ваня видит сон: он идёт с Горкиным по большому лугу, за которым «Троица» (Троице-Сергиева лавра, поездка в которую описана в повести «Богомолье»; умирающий отец благословляет Ваню образом Святой Троицы). Луг покрыт по-настоящему «живыми», движущимися цветами (христианский символ жизни), в том числе любимыми Ваней «жёлтиками»; такой цветок, подаренный сыном, отец хранил на письменном столе. «Лето Господне» завершается пением «Трисвятой песни» на похоронах отца.

## Главные герои
Ваня, сын Сергея Ивановича, главы большой купеческой семьи — главный герой романа, от лица которого ведётся повествование. Образу Вани присущи автобиографические черты. Мальчику нет ещё и семи лет. Окружающие называют его «забавником»: Ваня — живой и весёлый ребёнок, «лёгкой, как муравейчик!»; это эмоциональный и способный мальчик: готовясь к школе, он плачет над «Вещим Олегом», без труда выполняет грамматическое задание гувернантки. Ваня постоянно живёт с ощущением счастья и восторга, которые создаёт жизнь в уютном патриархальном мире: «радостная молитвочка», приятные, яркие запахи, вкусная постная еда (Ваня уверен, что она будет и на том свете). Семейная трагедия заставляет мальчика скорбеть, но в то же время религиозное воспитание (в том числе и поучения старика-плотника Горкина) помогают ему обрести свет, увидеть в жизни новый смысл.
Сергей Иванович — отец Вани, подрядчик, который ведёт хозяйство по старинке. Это благочестивый человек, который творит добрые дела: на Рождество устраивает обед «для разных», то есть для бедных, заботится о храме в честь Казанской иконы Божьей Матери. Сергей Иванович — поклонник Пушкина и помогает в организации открытия памятника поэту, даже терпя убытки. После того как его сбросила злая кобыла по кличке Стальная, Сергей Иванович тяжело заболевает. Простые люди, как показано в романе, сочувствуют доброму хозяину, пытаются способствовать его выздоровлению, радуются малейшему улучшению. Но всё напрасно: Сергей Иванович слабеет и умирает. Свою судьбу он принимает с христианским смирением, говоря врачу, что на все «Воля Божия» и жалеет даже сбросившую его кобылу. Сергей Иванович, как считает ряд исследователей, является одним из немногих положительных образов русского предпринимателя. Шмелёв признавался, что обаятельный и весёлый отец был любимцем женщин, о чём в своей автобиографической прозе он не стал упоминать.
Михаил Панкратович Горкин (Михаила Панкратыч, Горка) — старый плотник, который «уже не работает, а так, при доме», духовный наставник мальчика Вани. Горкин является также героем автобиографической повести Шмелёва «Богомолье». Этот герой — «русский верующий простец» (И. Ильин), знаток народных обрядов и традиций. Горкин дает возможность своему воспитаннику самому понять смысл православной обрядности, в понятной форме указывая ребёнку на «внутренний духовный смысл происходящего», без запугивания и суровости; напротив, старик убеждён, что православная вера — «самая хорошая, весёлая! И слабого облегчает, уныние просветляет, и малым радость». Это отражает мнение самого Шмелёва, который был убеждён, что в православии главное — праздники, торжественный культ «в цветах-огнях-звуках», а «аскетизм грязи» ему чужд.

## Издание романа в СССР
- Шмелёв И. С. Лето Господне: [Праздники. Радости. Скорби; Богомолье; Статьи о Москве] / Составление, вступительная статья, комментарий Б. Н. Любимова. — М.: Московский рабочий, 1990. — 576 с. — (Литературная летопись Москвы). — 100 000 экз. — ISBN 5-239-00621-0.